# Mgenia capeneri
Mgenia capeneri är en insektsart som beskrevs av Pieter D. Theron 1984. Mgenia capeneri ingår i släktet Mgenia och familjen dvärgstritar. Inga underarter finns listade i Catalogue of Life.